# Peliococcus zillae
Peliococcus zillae är en insektsart som först beskrevs av Hall 1926.  Peliococcus zillae ingår i släktet Peliococcus och familjen ullsköldlöss. Inga underarter finns listade i Catalogue of Life.